# Happy People (The Temptations)
Happy People is een single van de Amerikaanse soul- en r&b-groep The Temptations. Het nummer was het eerste dat als single uitgebracht werd dat afkomstig was van het album A Song for You. Happy People haalde net aan de top veertig op de poplijst van de Verenigde Staten. Daarop bleef het nummer namelijk op de grens van nummer 40 steken. Op de R&B-lijst deed de single het aanzienlijk beter. Daarop werd de top van de lijst behaald en daardoor zou Happy People de een na laatste single van The Temptations zijn die dat zou lukken.
Happy People was in vele opzichten een nieuw begin voor The Temptations. Zo was het album waar het nummer vanaf kwam het eerste album van de groep zonder dat daarop The Funk Brothers, de vroegere studioband van Motown, te horen was. In plaats van hen waren het The Commodores, overigens op het album "The Temptations Band" genoemd, die de achtergrondmuziek verzorgden. The Commodores waren trouwens ook degenen die het nummer schreven, in eerste instantie voor hun eigen groep. Doordat de vaste schrijver voor jaren van The Temptations, Norman Whitfield, Motown had verlaten moesten anderen voor de groep gaan schrijven. Daardoor was Happy People de eerste single van The Temptations, sinds Mother Nature uit de zomer van 1972, die niet door Whitfield geschreven was. Daarnaast produceerde Whitfield nu ook geen nummers meer voor de groep. Deze taak werd overgenomen door Jeffrey Bowen. Hierdoor was Happy People de eerste single sinds All I Need uit 1967 die niet door Whitfield voor de groep geproduceerd werd.
De B-kant van Happy People was de instrumentale versie van het nummer. Hierop zou het dus eigenlijk een B-kant van The Commodores zijn. Happy People was de laatste single van The Temptations waarbij de B-kant de instrumentale versie van de A-kant is. Dit had de groep eerder toegepast bij de singles Papa Was a Rollin' Stone en Masterpiece. De instrumentale versie van Happy People is net als de gezongen versie afkomstig van het album A Song for You.

## Bezetting
- Lead: Dennis Edwards
- Achtergrond: Melvin Franklin, Damon Harris, Otis Williams en Richard Street
- Instrumentatie: The Commodores
- Schrijver: The Commodores
- Producer: Jeffrey Bowen